# Caesar III
Caesar III es un juego de ordenador desarrollado por Impressions Games y distribuido por Sierra Entertainment; es el tercer título de la saga de juegos Caesar, concretamente de la serie de juegos de Sierra City Building Series y se lanzó al mercado en 1998.

## Descripción
Las ciudades en Caesar III intentan reflejar la vida de los ciudadanos romanos con precisión - desde los pobres plebeyos que viven en tiendas y chozas, hasta los ricos patricios que viven en las villas. Las fuentes de alimento principales son el trigo, las frutas y la carne de cerdo, y también se requiere vino para algunas fiestas y casas. Los ciudadanos pasean las calles vestidos de forma característica y pueden decirle su nombre al jugador, así como su opinión sobre la ciudad.
La ciudad se ve en dos dimensiones en una vista isométrica con un nivel de zoom fijo, y puede ser rotado 90 grados.
El acceso a los servicios como mercados de bienes de consumo, higiene, educación o gubernamentales está representado por "los caminantes", personas controladas por el ordenador que salen desde el edificio en el que trabajan y recorren las calles de los alrededores siguiendo rutas aleatorias y limitadas. Se considera que cualquier casa por la que pase uno de estos caminantes habrá recibido el servicio del edificio que representa el caminante (durante un cierto tiempo). Todos los movimientos de los diferentes bienes y de los caminantes están reflejado por los ciudadanos que recorren las calles: un jugador puede ver el progreso de la cosecha de una granja, y cómo cuando está lista, un obrero sale de la granja con una carretilla hacia el almacén o granero más cercano a depositarlos, volviendo luego con el carro vacío.
Las batallas se luchan seleccionando una legión para ir contra el enemigo, entonces se selecciona una formación de las posibles y cuando los dos grupos de soldados están cerca empiezan a luchar. También hay que tener en cuenta la moral de las tropas, si el Dios de la Guerra Marte está enfadado, se han perdido batallas recientemente o si casi están vencidas nuestras tropas, estas pueden escapar y refugiarse en sus correspondientes fuertes.
No existe la opción de editar el terreno, la única capacidad relacionada con esta idea es la de talar árboles con la herramienta de despeje de terreno.
Se reproducen pequeños videoclips cuando ocurren eventos importantes como un hito de población, una fiesta para el pueblo o un atraco a un recaudador.
Hay un manual del juego Caesar III, el cual explica detalladamente todos los aspectos del juego y trae consejos para los jugadores, aunque puede tener pequeñas erratas o diferencias con respecto a este (alguna de ellas explicadas en el archivo README que trae el propio juego)
Comparado a otros juegos de la estrategia basado en la época clásica, Caesar III está más enfocado al hecho de construir ciudades más que a luchas, aunque no quiere decir que los invasores no vayan a atacar la ciudad del jugador. Hay dos maneras posibles de jugar: "Modo de construcción de ciudades" o "Modo carrera", en donde respectivamente se podrá o construir una ciudad libremente, sin tener que cumplir objetivos o habrá una consecución de escenarios en los que se deberán cumplir una serie de requisitos para acceder al siguiente nivel.

## Modo carrera
En el Modo Carrera el jugador comienza con el rango de Empleado y según vaya cumpliendo los objetivos y misiones ordenados por el Emperador el jugador irá ascendiendo de rango, hasta convertirse al final en el Emperador del Imperio Romano y ganando el juego. Después de cada misión (a partir de la segunda realizada), en jugador deberá seleccionar una de dos posibles ciudades a construir: una de ellas más orientada al aspecto militar y la otra más hacia el desarrollo.
| Misiones   | Misiones              | Misiones            |
| Rango      | Asentamiento pacífico | Asentamiento bélico |
| ---------- | --------------------- | ------------------- |
| Ciudadano  | Ciudad sin nombre     | No hay              |
| Empleado   | Brindisi              | No hay              |
| Ingeniero  | Capua                 | Tarento             |
| Arquitecto | Tarragona             | Siracusa            |
| Cuestor    | Mileto                | Mediolano           |
| Procurador | Lugdunum              | Cartago             |
| Edil       | Tarso                 | Tánger              |
| Pretor     | Valencia              | Lutecia             |
| Cónsul     | Cesarea               | Damasco             |
| Procónsul  | Londinium             | Sarmezegetusa       |
| César      | Massilia              | Lindum              |
| Dios       | -                     | -                   |

Los rangos de ciudadano y empleado no son más que una pequeña introducción y en esencia actúan como breve tutorial. Para cada misión posterior al rango de Ciudadano, el emperador fijará unos objetivos en cinco categoría categorías: Población, Prosperidad, Cultura, Paz y Favor. La exigencias de estas categorías irán incrementándose según se vaya ascendiendo de rango, aunque serán más exigentes en las misiones pacíficas que en las militares.
La población es el número de habitantes en la ciudad. Los inmigrantes vendrán a vivir a esta si hay suficientes viviendas y trabajo, si la provincia es segura, la gente está contenta y otros factores. El alto desempleo puede ser una de las razones por la que la población puede estar descontenta, esto hará que los habitantes de la ciudad empiecen a emigrar a lugares mejores (y que creen pequeños alborotos) si el desempleo extremo se prolonga durante demasiado tiempo.
La prosperidad es el criterio más complicado de cumplir en el juego. Le afecta tanto la salud de los ciudadanos como la calidad de las residencias en las que viven.
La cultura mide el nivel de la literatura, el entretenimiento y los templos que están disponibles para los ciudadanos. Para hacer llegar a estos esos valores habrá de construirse escuelas, librerías, academias, templos, teatros, coliseos, anfiteatros e hipódromos.
La paz aumenta cada año en el que no haya daños causados a la ciudad por soldados enemigos o por alborotadores (ciudadanos descontentos).
El favor es la valoración que el Emperador tiene del jugador. Por defecto esta desciende todos los años, y lo hará a un ritmo mayor si la ciudad está endeudada, o si el emperador no se encuentra complacido con el jugador (el progreso de la ciudad es lento o cuando el jugador se ha asignado un salario personal mayor al que le corresponde por el rango que ostenta).
Los supervisores recomendarán al jugador con respecto como actuar en estos casos.

## Modo de Construcción de ciudades
En el Modo de construcción de ciudades no hay objetivos específicos; el jugador simplemente selecciona una región en la que construir su ciudad y puede estar construyéndola durante todo el tiempo que desee. Algunas de las regiones disponibles son Narbona, Toledo o Corinto, así como versiones de Mediolano o Cesarea. En algunas de estas misiones puede haber invasiones bárbaras, tales como los Íberos.

## Viviendas
Las viviendas son los lugares donde los ciudadanos residen. Primero el jugador designa las áreas para las futuras casas. Si las condiciones son adecuadas, los inmigrantes irán a vivir a esas regiones e irán construyendo tiendas, mejorando estas si las condiciones de la zona son aceptables (chozas, casas, villas, etc).
Hay dos tipos de viviendas: viviendas de plebeyos y viviendas de patricios. La diferencia radica en que los plebeyos trabajan mientras que los patricios no. Cuando un ciudadano instala su tienda, este se convierte en un plebeyo y empezará a trabajas en granjas, prefecturas, mercados, escuelas, bibliotecas, hospitales, etc.
El primer servicio que se debe dar a las viviendas es el agua. Una vez hecho esto (mediante un pozo o una fuente), si el atractivo de la zona es aceptable, la tienda pequeña se transformará en una tienda grande, la cual tiene un valor y una capacidad mayor. Según se van cumpliendo las necesidades básicas, los ciudadanos irán pidiendo otros tipos de bienes: alimentos, religión, entretenimiento, educación, cerámicas, etc., y sus viviendas irán evolucionando a estancias de mayor categoría. Las Insulae Grandes son las viviendas de mayor categoría que se pueden alcanzar para los plebeyos. Si se provee a estos ciudadanos de más servicios de los que solicitan, se convertirán en patricios (incluyendo la vivienda en la que residen), los cuales no trabajan (aunque pagan más impuesto que los plebeyos). El nivel más alto para una vivienda son los Palacios de Lujo, pero es difícil de determinar los requerimientos de este tipo de viviendas, ya que dependen de la zona, el nivel de dificultad y otros factores.
La deseabilidad puede impedir que una vivienda evolucione. Para evolucionar, una casa debe de tener un cierto nivel de deseabilidad aparte de los otros posibles servicios anteriormente comentados. Por ejemplo, es poco deseable vivir cerca de una mina de hierro, pero en cambio sí lo es el tener un templo grande. Las casas necesitan un mayor nivel de deseabilidad según van evolucionando.
La prosperidad está basada principalmente en la calidad global de casas, una ciudad con una población grande de tiendas y chozas es considerada menos próspera que una del mismo tamaño pero casas lujosas.

## Militar
El juego está más orientado a la construcción de ciudades que al aspecto militar, pero aun así habrá misiones en las que a pesar de ser pacíficas habrá que contemplar el apartado militar. Los enemigos en el Modo campaña, de más débil a más fuerte, son:
- Etruscos: Tarento y Valencia
- Griegos: Siracusa y Mileto
- Soldados de Pérgamo: Tarso
- Egipcios: Damasco
- Númidas: Tánger y Cesarea
- Galos: Lutecia y Massilia
- Dacianos: Sarmizegetusa
- Celtas: Londinium y Lindum
- Cartagineses: Mediolano y Cartago

(Brindisi, Capua, Tarragona y Lugdunum nunca serán invadidas por tropas enemigas)
En ocasiones puede ocurrir una insurrección popular. Los insurgentes son fáciles de matar/apaciguar, pero no hay ningún tipo de aviso hasta el momento en el que ocurre.
Para defender la ciudad el jugador puede construir murallas, torres y fuertes. Los soldados de un fuerte serán entrenados como legionarios, jabalineros o caballería.

## Religión
Uno de los aspectos importantes del juego son las divinidades. Son cinco los Dioses Romanos quienes han de ser satisfechos mediante templos, oráculos (más efectivo, pero más caro) o realizando festivales en su honor. Los dioses son Ceres, la diosa de la agricultura, Neptuno, el dios del mar, Mercurio, el dios del comercio, Marte, el dios de la guerra y Venus, la diosa del amor.
Estos dioses se disgustarán si no hay suficientes templos en su honor o si no reciben un trato similar al de resto de dioses. Si un dios está particularmente satisfecho la ciudad recibirá una bendición, pero si está extremadamente disgustado la ciudad debería estar preparada para sufrir su ira. Sin embargo, el jugador tiene la opción de desactivar los efectos de los dioses, haciendo más sencilla la partida (solo en la versión 1.1).

## Comercio
El comercio permite adquirir bienes y recursos que en muchas ocasiones no se producen en las ciudades gestionadas por el jugador. Adquirir dichos bienes suele resultar caro inicialmente pero pueden servir para satisfacer necesidades de los ciudadano permitiendo avanzar a las viviendas, lo cual significa mayores ingresos por impuestos. Ver la sección de vivienda.
Además de los beneficios para los ciudadanos, los bienes son una excelente fuente de ingresos si se utilizan bien, aunque necesitan tener rutas con otras ciudades del imperio ya sea por tierra o por mar. Los recursos de los que de dispone dependen de la localización de la ciudad y son el trigo, las verduras, las frutas, las uvas (solo sirven para el vino), las aceituna, la carne, el pescado, la madera, la arcilla, el hierro y el mármol. Pueden construirse talleres para procesar las uvas en vino, las aceitunas en aceite de oliva, la madera en mobiliario, la arcilla en alfarería, y el hierro en armas. Vender los productos manufacturados es más beneficioso que vender las materias primas, pero procesarlas requiere más tiempo aunque a la larga suele ser provechoso.

## Nativos
En las ciudades de Lugdunum, Cártago, Damasco y Sarmizegetusa, el jugador encontrará nativos. Construyendo puestos de misión esas villas pueden ser convertidas en aliadas con el jugador y se podrá comerciar con ellas, pero si todavía son hostiles con el jugador, construir cualquier edificación en su territorio causará una insurrección.

## Recepción y crítica

### Críticas
El juego recibió críticas variadas pero siempre siendo positivas. IGN valoró el juego con un 8.7 sobre 10. GameSpot dijo: "A pesar de pequeños problemas, construir una ciudad próspera en Caesar III es divertido". Según el diseñador David Lester se vendieron de 2.5M de copias alrededor del mundo.